# 37-мм траншейна гармата зразка 1915 року
37-мм траншейна гармата зразка 1915 р. («траншейна гармата Розенберга») — російська батальйонна гармата калібру 37 мм періоду Першої світової війни, пристосована до ведення бою в позиційних умовах.

## Історія створення
Ще під час війни з Японією з'явилася необхідність мати артилерійські системи для ведення вогню по кулеметам та іншим вогневим засобам противника на відстані 200-300 метрів, однак до початку Першої світової війни траншейної артилерії в Росії створено не було. Гостра необхідність в ній виникла в кінці 1914 року, коли війна набула позиційного характеру. Для гармати безпосереднього супроводу піхоти були висунуті такі вимоги: вона має легко розбиратися і легко переноситися або перевозитися розрахунком з 3 — 4 осіб, зручно розміщуватися для стрільби в кулеметних гніздах, які мають піхотний приціл і легко обслуговуватися самою піхотою (а не артилеристами).
У 1915 році член Артилерійського комітету полковник М.Ф. Розенберг переконав начальника артилерії великого князя Сергія Михайловича в необхідності такої гармати і в короткий термін спроектував 37-мм батальйонну гармату.
Траншейна гармата Розенберга зразка 1915 р. відповідала всім необхідним умовам: розбиралася на 3 частини — ствол гармати зі щитом (вага близько 74 кг), лафет з нижнім щитом (близько 82 кг) і колеса (близько 25 кг), встановлювалася в будь-якому кулеметному гнізді, мала піхотний приціл і могла обслуговуватися піхотою. При стрільбі на 1000-1200 кроків траншейне гармата Розенберга відрізнялася хорошою влучністю і достатньою пробивною здатністю по щитах гармат і кулеметів. Щит виготовлявся з броні 6 або 8 мм (8-мм броня витримувала кулю гвинтівки Мосіна, випущену в упор).

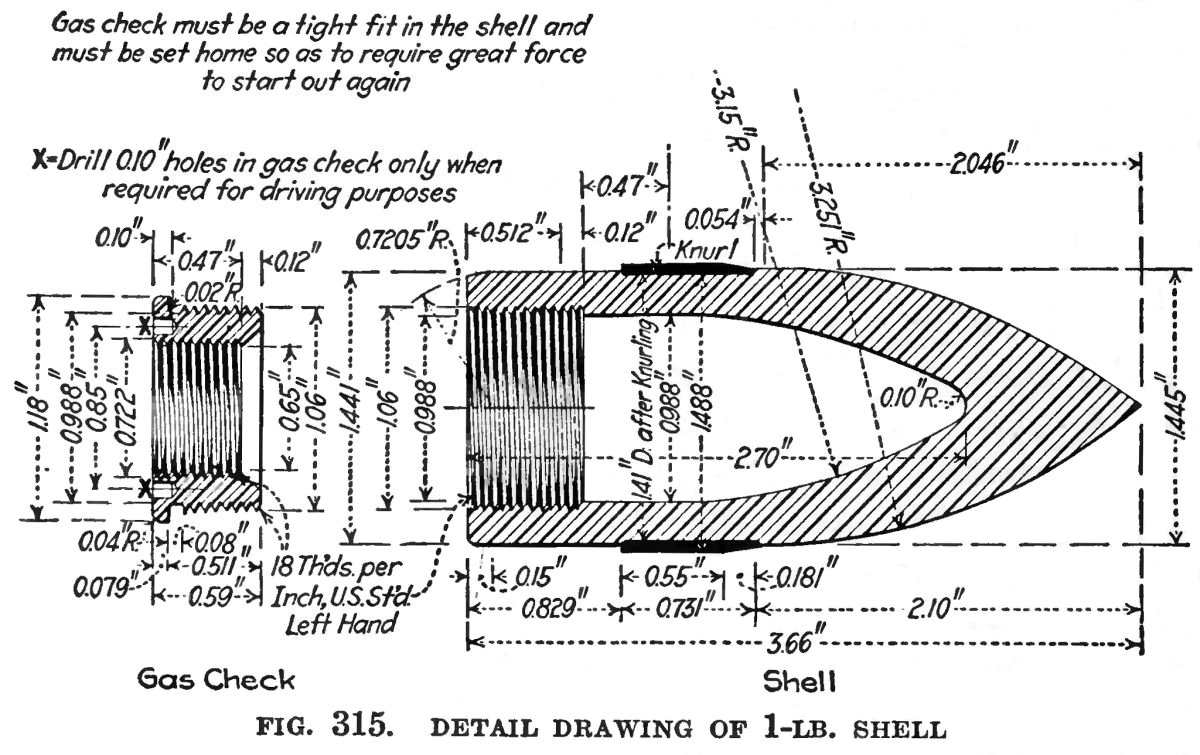

## Боєприпаси і балістика
Для гармати застосовувалися боєприпаси, сумісні з 37-мм гарматою Гочкіса. Балістика також виявлялася досить близькою.

## Опис
Як ствол використовувалися стандартні вкладиші для пристрілювання морських гармат.

## Післявоєнний розвиток
В 1925 році для гармати був створений залізний станок (конструктор Р.А. Дурляхов).